# Anna (svensk popsångerska)
Anna är en svensk popsångerska från Västerås, född Anna-Carin Larsson - numera Anna-Carin Borgström, som 1987 hade framgångar med sitt album "Annamma" och de två Per Gessle-kompositionerna: "30 skäl" Svensktoppen och Sommartoppen-hiten "Varje gång". Tidigare var hon medlem av gruppen Lupus, som bland annat framträdde i teveprogrammet "Rockplock" 1979. Hon har på senare år bland annat jobbat med att spela in skivor med barnmusik och med att skriva teatermusik. Oktober 2017 släppte hon albumet Summa summarum under artistnamnet Anna c Borgström.

## Diskografi
- 1985 - Anna
- 1987 - Annamma!
- 1988 - Passage
- 2017 - Summa Summarum (som Anna c Borgström)

### Fotnoter
1. ↑  https://www.nostalgilistan.se/anna-496
2. ↑  ”Sommartoppen”. 1 november 2004. http://www.df.lth.se/~fernbom/tracks/sommartoppen/1987.html. Läst 29 juli 2011.
3. ↑  ”Anna-c-borgstrom”. Anna-c-borgstrom. https://anna-c-borgstrom.webnode.se/. Läst 7 juli 2018.